# Idaea subvestita
Idaea subvestita là một loài bướm đêm trong họ Geometridae.